# Chukwuka Ofoyen
Chukwuka Charles Ofoyen (Lagos, 26 luglio 1985) è un ex calciatore nigeriano, di ruolo difensore.